# Macyella postgonoporus
Macyella postgonoporus är en plattmaskart. Macyella postgonoporus ingår i släktet Macyella och familjen Lecithodendriidae. Inga underarter finns listade i Catalogue of Life.